# زنجیره‌سازی جلوسو
زنجیره‌سازی جلوسو (به انگلیسی: Forward chaining) یکی از دو روش استنتاج منطقی در موتور استنتاج می‌باشد. روش دیگر زنجیره‌سازی عقب‌سو می‌باشد.
در این روش برای اثبات یک گزاره سعی می‌شود که تمام پیش شرطهای آن با استفاده از پایگاه دانش اثبات شود.